# Meisino (confluenza Po - Stura)
Meisino (confluenza Po - Stura) este o arie protejată (arie de protecție specială avifaunistică — SPA) din Italia întinsă pe o suprafață de 245 ha, integral pe uscat.

## Localizare
Centrul sitului Meisino (confluenza Po - Stura) este situat la coordonatele 45°05′34″N 7°44′00″E / 45.092683°N 7.733295°E.

## Înființare
Situl Meisino (confluenza Po - Stura) a fost declarat arie de protecție specială avifaunistică în august 2000 pentru a proteja 36 de specii de animale.

## Biodiversitate
Situată în ecoregiunea continentală, aria protejată conține 2 habitate naturale: Râuri cu maluri nămoloase cu vegetație de Chenopodion rubri p.p. și Bidention p.p., Păduri aluvionare cu Alnus glutinosa și Fraxinus excelsior (Alno-Padion, Alnion incanae, Salicion albae).
La baza desemnării sitului se află mai multe specii protejate:
- păsări (32): pescăruș albastru (Alcedo atthis), rață mare (Anas platyrhynchos), lăstunul mare (Apus apus), egretă mare (Ardea alba), stârc galben (Ardeola ralloides), rață-cu-cap-castaniu (Aythya ferina), rața moțată (Aythya fuligula), rață roșie (Aythya nyroca), chirighiță neagră (Chlidonias niger), erete de stuf (Circus aeruginosus), lăstun de casă (Delichon urbicum), egretă mică (Egretta garzetta), șoim călător (Falco peregrinus), lișiță (Fulica atra), cufundar polar (Gavia arctica), cufundar mic (Gavia stellata), rândunică (Hirundo rustica), stârc pitic (Ixobrychus minutus), privighetoare (Luscinia megarhynchos), rață pestriță (Mareca strepera), gaia neagră (Milvus migrans), gaia roșie (Milvus milvus), stârc de noapte (Nycticorax nycticorax), vultur pescar (Pandion haliaetus), sitar de pădure (Scolopax rusticola), Spatula clypeata, rață cârâitoare (Spatula querquedula), chiră de baltă (Sterna hirundo), chiră mică (Sternula albifrons), guguștiuc (Streptopelia decaocto), graur (Sturnus vulgaris), mierlă (Turdus merula)
- pești (4): Barbus plebejus, Cobitis bilineata, Sabanejewia larvata, Telestes muticellus

Pe lângă speciile protejate, pe teritoriul sitului au mai fost identificate 5 specii de păsări, 3 specii de amfibieni, 5 specii de pești, 2 specii de reptile.